# Gaio Setticio Claro
Gaio Setticio Claro (in latino Gaius Septicius Clarus; fl. II secolo) è stato un militare romano, prefetto del pretorio durante l'età di Adriano.

## Biografia
Setticio apparteneva a una famiglia molto potente a Roma, durante il II secolo. Suo fratello Marco Erucio Claro divenne consul suffectus nel 117 e conquistò la città di Seleucia durante le campagne in Oriente di Traiano. Suo nipote Sesto Erucio Claro fu due volte console e anche praefectus urbi. Poco sappiamo, della carriera di Setticio Claro. Quando Adriano divenne imperatore, Setticio fu nominato prefetto del pretorio, in sostituzione di Servio Sulpicio Simile nel 119 d.C. circa, divenendo ben presto uno degli uomini più potenti a Roma. Tuttavia, nel 122 d.C. circa Setticio fu destituito dal suo incarico di prefetto, poiché fu accusato da Adriano, insieme con Svetonio, di aver trattato l'imperatrice Vibia Sabina, "in un modo troppo informale rispetto all'etichetta della corte richiesta".

Setticio fu un grande amico e sostenitore di Plinio il Giovane. L'intima amicizia tra i due è evidente, anche, in un'altra lettera in cui Plinio lo rimprovera perché non prese parte a una sontuosa cena. In un'altra lettera, destinata ad Apollinare, Plinio scrive, riferendosi all'amico prefetto, che: 
(Plinio il Giovane)
Setticio fu un grandissimo amico anche dello storico Svetonio, il quale gli dedicò il De vita Caesarum.

### Fonti antiche
- Historia Augusta, Vita di Adriano 11.3
- Plinio il Giovane, Epistulae I. 15..
- Plinio il Giovane, Epistulae II. 9.
- Giovanni Lido, De Magistratibus 2.6.

### Fonti moderne
- William Smith, Dictionary of Greek and Roman Biography and Mythology.